# Angelika Hart
Angelika Hart (* 12. Oktober 1965 in Rodewisch) ist eine deutsche Schauspielerin.

## Leben
Angelika Hart ist die Tochter des Kabarettisten Jürgen Hart. Sie wuchs in Treuen im Vogtland auf. Als sie 4 Jahre alt war, zogen die Eltern mit ihr nach Leipzig. An der dortigen Hochschule für Musik und Theater „Felix Mendelssohn Bartholdy“ und im Studio Magdeburg studierte sie von 1984 bis 1988 Schauspiel. Hart debütierte am Landestheater Neustrelitz, ging danach ans Staatstheater Cottbus und war von 1995 bis 1998 freischaffend tätig. Von 1998 bis 2001 folgte ein weiteres Engagement am Theater Baden-Baden, von 2001 bis 2016 gehörte sie zum Ensemble des Theaters Heilbronn. Seit 2016 ist sie freischaffend tätig und entwickelt unter anderem eigene Stücke und Projekte für Kinder- und Jugendtheatergruppen.
Gelegentlich arbeitet Angelika Hart auch vor der Kamera. Neben der Mitwirkung in einigen Kurzfilmen war sie unter anderem 2003 2005 als Elisabetha Dorothea Schiller in dem Fernsehfilm Schiller zu sehen, 2011 spielte sie in der Folge Tödliche Ermittlungen der Reihe Tatort.
Angelika Hart hat zwei Töchter (* 1991 und 1997). Die alleinerziehende Mutter lebt in Heilbronn.

## Filmografie
- 1993: Morlock – Die Verflechtung
- 2000: Enthüllung einer Ehe
- 2005: Schiller
- 2006: Der rote Kakadu
- 2006: Bloch – Die Wut
- 2011: Tatort – Tödliche Ermittlung
- 2011: Grimmsberg (Kurzfilm)

## Hörspiele
- 1999: Einer von diesen Tagen oder Sweet Home Alabama – Autor: Dirk Spelsberg – Regie: Norbert Schaeffer